# Uroxys micros
Uroxys micros är en skalbaggsart som beskrevs av Bates 1887. Uroxys micros ingår i släktet Uroxys och familjen bladhorningar. Inga underarter finns listade i Catalogue of Life.